# 인규석
인규석(鱗硅石, Tridymite)은 이산화 규소의 고온 다형체로, 일반적으로 규장질 화산암의 공동 내에서 미세한 판상 백색 또는 무색의 유사 육각형 결정이나 비늘 형태로 나타난다. 화학식은 SiO2이다. 인규석은 1868년에 처음 기술되었으며, 모식지는 멕시코 이달고에 있다. 이름은 '세 쌍'을 의미하는 그리스어 '트리디모스(tridymos)'에서 유래되었는데, 이는 인규석이 흔히 쌍정 결정 삼쌍정(세 개의 쌍정 결정 구성 요소로 이루어진 복합 결정)으로 나타나기 때문이다.

## 구조

α-인규석의 결정 구조

β-인규석

인규석은 7가지 결정 형태로 존재할 수 있다. 표준 압력에서 가장 흔한 두 가지 형태는 α와 β로 알려져 있다. α-인규석 상은 고온(870 °C 이상)에서 선호되며, 1,470 °C에서 β-크리스토발라이트로 전환된다. 그러나 인규석은 일반적으로 순수한 β-석영으로부터 형성되지 않으며, 이를 위해서는 특정 화합물의 미량 첨가가 필요하다. 그렇지 않으면 β-석영-인규석 전이가 생략되고 β-석영은 1,050 °C에서 인규석 상 없이 직접 크리스토발라이트로 전이된다.
| 이름   | 대칭     | 공간군  | Temp. (°C) |
| ------ | -------- | ------- | ---------- |
| HP (β) | 육방정계 | P63/mmc | 460        |
| LHP    | 육방정계 | P6322   | 400        |
| OC (α) | 사방정계 | C2221   | 220        |
| OS     | 사방정계 |         | 100–200    |
| OP     | 사방정계 | P212121 | 155        |
| MC     | 단사정계 | Cc      | 22         |
| MX     | 단사정계 | C1      | 22         |
표에서 M, O, H, C, P, L, S는 각각 단사정계, 사방정계, 육방정계, 중심, 원시, 저온(low temperature) 및 초격자(superlattice)를 나타낸다. T는 해당 상이 상대적으로 안정적인 온도를 나타내지만, 상들 간의 상호 전환은 복잡하고 시료에 따라 다르며, 이 모든 형태는 주변 환경에서 공존할 수 있다. 광물학 핸드북에서는 종종 임의로 인규석을 삼사정계 결정계에 할당하지만, 육각형 결정 형태(이미지 참조) 때문에 육각형 밀러 지수를 사용한다.

## 화성
2015년 12월, NASA의 화성 과학 실험실 팀은 화성의 에올리스 산, 흔히 마운트 샤프라고 불리는 비탈의 마리아스 패스에서 다량의 인규석을 발견했다고 발표했다. 이 발견은 지구상에서 이 광물이 희귀하다는 점과 발견된 곳에서 화산 활동이 명백히 부족하다는 점을 고려할 때 예상치 못한 것이었으며, 발견 당시에는 그것이 어떻게 형성되었는지에 대한 설명이 제시되지 않았다. 그 발견은 우연한 것이었다: 큐리오시티 로버에 탑재된 두 가지 다른 장비를 담당하는 두 팀이 각기 자신들의 장비와 관련된 상대적으로 흥미롭지 않은 발견을 보고했다. ChemCam 팀은 고규산 지역을 보고했고, DAN 팀은 동일한 지역에서 높은 중성자 수치를 보고했다. 만약 2015년 7월에 있었던 우연한 화성 합이 없었다면, 각 팀은 서로의 발견을 알지 못했을 것이다. 이 기간 동안 다양한 국제 팀들은 가동 중단을 이용하여 파리에서 만나 과학적 발견에 대해 논의했다.
DAN의 높은 중성자 수치는 일반적으로 해당 지역이 수소 함량이 높다는 의미로 해석되었을 것이고, 화성에 규소 함량이 높은 퇴적물이 흔하다는 점을 감안할 때 ChemCam의 높은 규산 수치는 놀라운 것이 아니었지만, 이 두 가지를 함께 고려할 때 해당 지역에 대한 추가 연구가 필요하다는 것이 분명해졌다. 합 이후 NASA는 큐리오시티 로버를 측정이 이루어졌던 지역으로 다시 보냈고, 그곳에 다량의 인규석이 존재한다는 것을 발견했다. 그것이 어떻게 형성되었는지는 2015년 12월 현재 알려지지 않았다.

## 같이 보기
- 크리스토발라이트
- 코에사이트
- 스티쇼바이트